# أتول
أتول (بالإنجليزية: Atole)‏ (باللغة الإسبانية المكسيكية، مشتق من كلمة ātōlli بلغة ناواتل والتي تعني مطبخ أزتيكي) هو شراب ساخن قائم على الماسا يتم تناوله في المكسيك ووسط أمريكا (حيث يعرف باسم atol). ويُعرف الأتول بالشوكولاتة باسم تشامبورادو (Champurrado). وعادة ما يكون معه التمالي (طبق مكسيكي حار)، ويكون شائعًا للغاية خلال فترة عطلات عيد الميلاد (لاس بوساداس).

## المكونات
وعادة ما يتضمن الشراب ماسا (دقيق عصيدة الذرة) وماء وبيلونسيللو (سكر قصب غير مكرر) والقرفة والفانيليا والشوكولاتة أو الفواكه. يتم خلط هذه المكونات وتسخينها قبل تقديمها على المائدة. ويتم عمل الأتول من خلال تحميص الماسا على صينية (صينية خبز الكعك)، ثم إضافة الماء المغلي مع القرفة. ويتباين الخليط الناتج عن هذه العملية من حيث التركيب، حيث تتراوح من عصيدة إلى مكون سائل رقيق للغاية. يمكن أيضًا تجهيزة الأتول مع دقيق الأرز أو دقيق الشوفان بدلاً من الماسا. وفي شمال المكسيك، هناك أيضًا تباين حيث يتم استخدام البينول (وجبة ذرة محمص محلاة). وعلى الرغم من أن الأتول يُعد أحد المشروبات التقليدية في العطلة المكسيكية يوم الأموات، إلا أنه من الشائع تناوله أثناء الإفطار وفي وقت العشاء في أي وقت من العام. وعادة ما يُباع كأحد أطعمة الشوارع.
في شمال المكسيك وجنوب تكساس، يُعتبر الأتول من أطعمة الراحة التقليدية. وغالبًا ما يتم تناوله كوجبة إفطار أو كوجبة خفيفة بعد العشاء في الأيام الباردة.
وهناك مشتقات أخرى لهذا المشروب. ففي نيو ميكسيكو، يوجد الأتول المصنوع من الذرة الزرقاء وهو عبارة عن دقيق شوفان مطحون بشكل جيد ويتم تحميصه للطهي وتناوله كشراب على غرار العصيدة ذات الحبيبات ويتم تقديمه ساخنًا، وعادة ما يكون محلى بالسكر و/أو يتم تخفيفه بالحليب. ويقدم عادة في الإفطار، مثل كريمة القمح أو دقيق الشوفان. ويُذكر أن على كبار السن تناول الأتول حيث يمنحهم الطاقة، وإذا كانت الأم ترضع فإنه يعطيها مزيدًا من اللبن. وتتضمن الأصناف السلفادورية أتول شوكو ("الأتول "الغامق"، في إشارة إلى لونه الغامق)، الذي يشيع تناوله على نحو خاص في مديرية كاباناس في السلفادور. ونظير الأتول في نيكاراغوا هو بينوليللو. وفي بعض المناطق في هندوراس، يتم طحن الذرة الطازجة ويُستخدم السائل الناتج عن الطحن كمكون أساسي للأتول (بدلاً من دقيق ماسا).